# Phylloptera madagassus
Phylloptera madagassus är en insektsart som först beskrevs av Karsch 1889.  Phylloptera madagassus ingår i släktet Phylloptera och familjen vårtbitare. Inga underarter finns listade i Catalogue of Life.